# Samuel Haanpää
Samuel Hannes Haanpää (Kerava, 27 settembre 1986) è un ex cestista finlandese.

## Carriera
Cresciuto nelle giovanili del Keravan Kori-80, squadra della I divisione finlandese (secondo livello), nel 2003-04 ha giocato nella massima serie del suo paese con il Vantaan Pussihukat. Nel 2006 si è trasferito negli Stati Uniti alla Valparaiso University dove ha disputato due stagioni con la media realizzativa rispettivamente di 12 e 10 punti.
Nella stagione 2008-09 è andato a giocare in Italia all'Orlandina Basket, non disputando alcuna partita in seguito all'esclusione della squadra dal campionato.

## Palmarès

### Individuale
- Korisliiga MVP: 1

Korikobrat: 2012-2013